# إلوهيم (آلهة)
إلوهيم بحسب الديانة السورية القديمة هو مجموعة الآلهة السورية وهم أبناء إل أقدم الأله والأيام (صفة للإله، عولم) والتي اجتمعت في المكان الإلهي المقدس في جبل صفون (جبل الأقرع) الموجود في سوريا ويعتقد وجود مقابل له في السماء.

## إلوهيم الواحد
يخضع الإلوهيم لحكم إل يسمى هداد الأعلى (عليون) الذي عرفه العامة باسم بعل أي السيد في الميثولوجيا السورية، وهؤلاء الآلهة تجتمع على الجبل السماوي ويحكمها واحد فقط وتتصرف المجموعة (إلوهيم) وكأنها واحد. عدو إلوهيم هو يم الذي خلقه إل.

## إلوهيم بالعبرية
إلوهيم في التناخ عامة اسم مفرد يستعمل كاسم الله. واقترح البعض أن هذا يدل على أصول متعددة الآلهة أو هينوثية لليهودية. لكن استعمال صيغة الجمع لاسم مفرد موجود في أمثلة قليلة في العبرية.

## مواقع خارجية
1. ↑  Elohim", in Dictionary of Deities and Demons in the Bible.

- Online text: The Epic of Ba'al (Hadad)
- Canaanite/Ugaritic Mythology
- Ugarit and Biblical Heritage - An excellent site on descriptions of the primary and minor gods, with generous excerpts from the actual stories.